# Timboektoe (regio)
Timboektoe (Frans: Tombouctou) is een regio van Mali, en bestaat grotendeels uit woestijn. De regionale hoofdstad is Timboektoe, een stad die op de UNESCO-Werelderfgoedlijst staat.
De regio grenst ten westen aan Mauritanië en in het zuiden aan Burkina Faso.
De regio werd in 1980 gecreëerd door afsplitsing van de regio Gao. Begin 2012 werd de regio Timboektoe ingenomen door Toearegrebellen uit het noorden van Mali, die het hele noorden van Mali, samen met strijders van de islamistische groepering Ansar Dine, hebben uitgeroepen tot de onafhankelijke staat Azawad. In 2012 werd de noordelijk helft van de regio afgesplitst op de nieuwe regio Taoudénit te vormen. Door het geweld werd deze maatregel maar effectief in 2016.

## Cercles
De regio Timboektoe is ingedeeld in vijf cercles:
- Dire
- Goundam
- Gourma-Rharous
- Niafunké
- Timboektoe

hoofdstedelijk district Bamako · Gao · Kayes · Kidal · Koulikoro · Ménaka · Mopti · Ségou · Sikasso · Taoudénit · Timboektoe